# Samba Gadjigo
Samba Gadjigo es un cineasta y escritor senegalés. Es más conocido por haber dirigido la película Sembene! de 2015.

## Biografía
Gadjigo nació el 12 de octubre de 1954 en Kidira, Senegal. Se graduó de la Universidad de Dakar, la Ecole Normale Supérieure de Dakar y obtuvo un doctorado de la Universidad de Illinois en Urbana-Champaign. Trabaja como profesor de francés en Mount Holyoke College, Massachusetts desde 1986.

## Carrera profesional
En 2015 dirigió Sembene! junto con Jason Silverman, una película documental basada en la vida del cineasta Ousmane Sembène, conocido como el padre del cine africano. Tuvo su primera proyección en el Festival de Cine de Sundance en Utah, recibió elogios de la crítica y ganó distintos premios y reconocimientos en festivales de cine internacionales. También fue finalista de la Camera d'Or en el Festival de Cine de Cannes,  ganó el Premio del Jurado en el Festival de Cine Africano de Luxor 2016, el Prix de la Jeuness en las Escales Documentaires de Libreville 2017,  el Paul Robeson en el Newark Black Film Festival 2016 y el Premio al Mejor Documental en el Festival de Cine Emerge.
En marzo de 2016, fue honrado con el premio Meribeth E. Cameron Faculty Award for Scholarship de Mount Holyoke College.

## Filmografía
| Año  | Película | Papel                         | Tipo       | Ref. |
| ---- | -------- | ----------------------------- | ---------- | ---- |
| 2015 | Sembene! | Director, productor, escritor | Documental |      |